# Quintana (Ciudad Lineal)

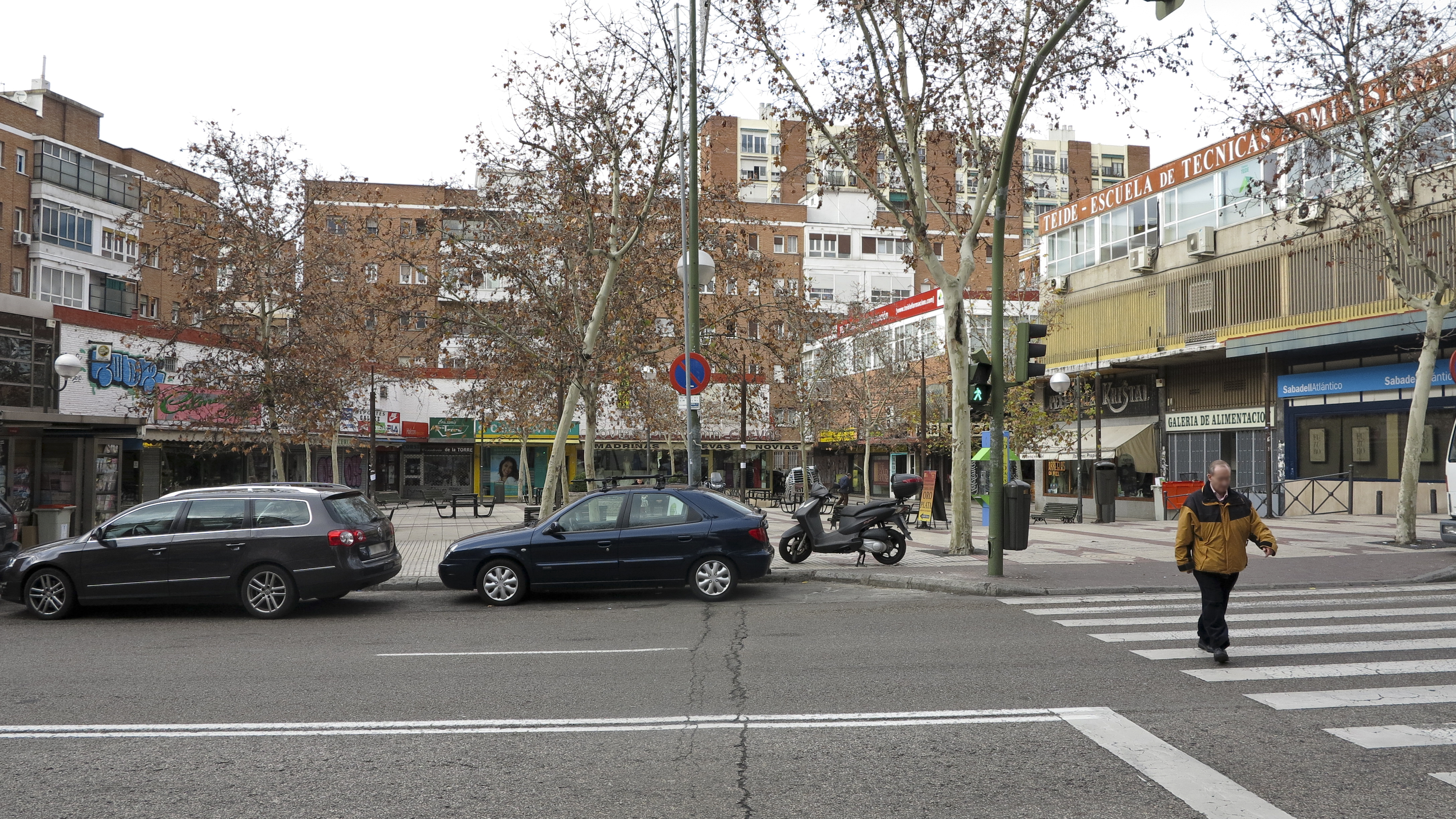
Plaza Quintana.

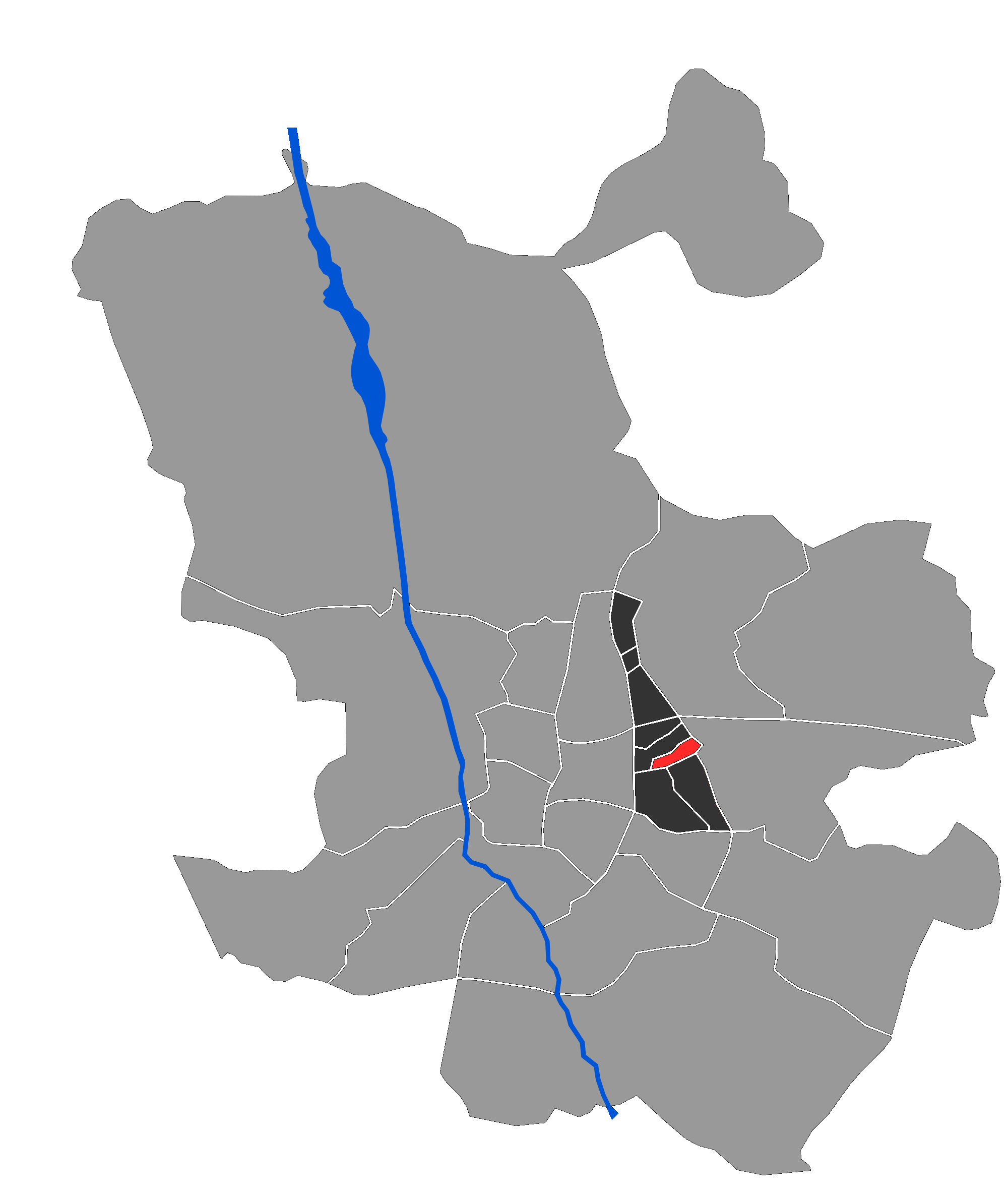
Stadsdelen Quintana i Ciudad Lineal i Madrid.

Quintana är en stadsdel (un barrio) i östra delen av staden Madrid i Spanien. Stadsdelen ligger i Ciudad Lineal. De viktigaste gatorna är Calle de Alcalá och Calle José del Hierro. Bland de mest framträdande platserna i distriktet återfinns torget la plaza de Quintana, som ligger vid korsningen mellan Alcalá och Calle Virgen del Sagrario.
Det är en stadsdel som huvudsakligen består av bostadshus och med mycket handel.
Quintana sträcker sig i riktning norr-söder från Calle José del Hierro till Calle de Alcalá och i riktning öst-väst från Calle del General Aranaz till Calle Florencio Llorente.

## Transporter

### Stadsbussar
Stadsdelen har bra förbindelser med Hortaleza och med de centrala områdena i sydöstra Madrid.
- Buss 21 ger anslutning till Pintor Rosales och El Salvador.
- Buss 38 ger anslutning till Las Rosas och till stationen Manuel Becerra, vid  torget med samma namn.
- Buss 48 ger anslutning till Manuel Becerra och till Canillejas.
- Buss 109 ger anslutning till Ciudad Lineal och till Castillo Uclés.
- Buss 113 ger anslutning till metrostationen Méndez Álvaro och Ciudad Lineal.
- Buss 146 ger anslutning till Callao och till Los Molinos.
- Buss 201 ger anslutning till Ventas och till Hortaleza.
- För bussresor nattetid finns nattbussen N5.

### Metro
Genom stadsdelen Quintana går metrolinjerna 5 och 7 med stationerna Quintana, Pueblo Nuevo och Ciudad Lineal.

## Platser av intresse

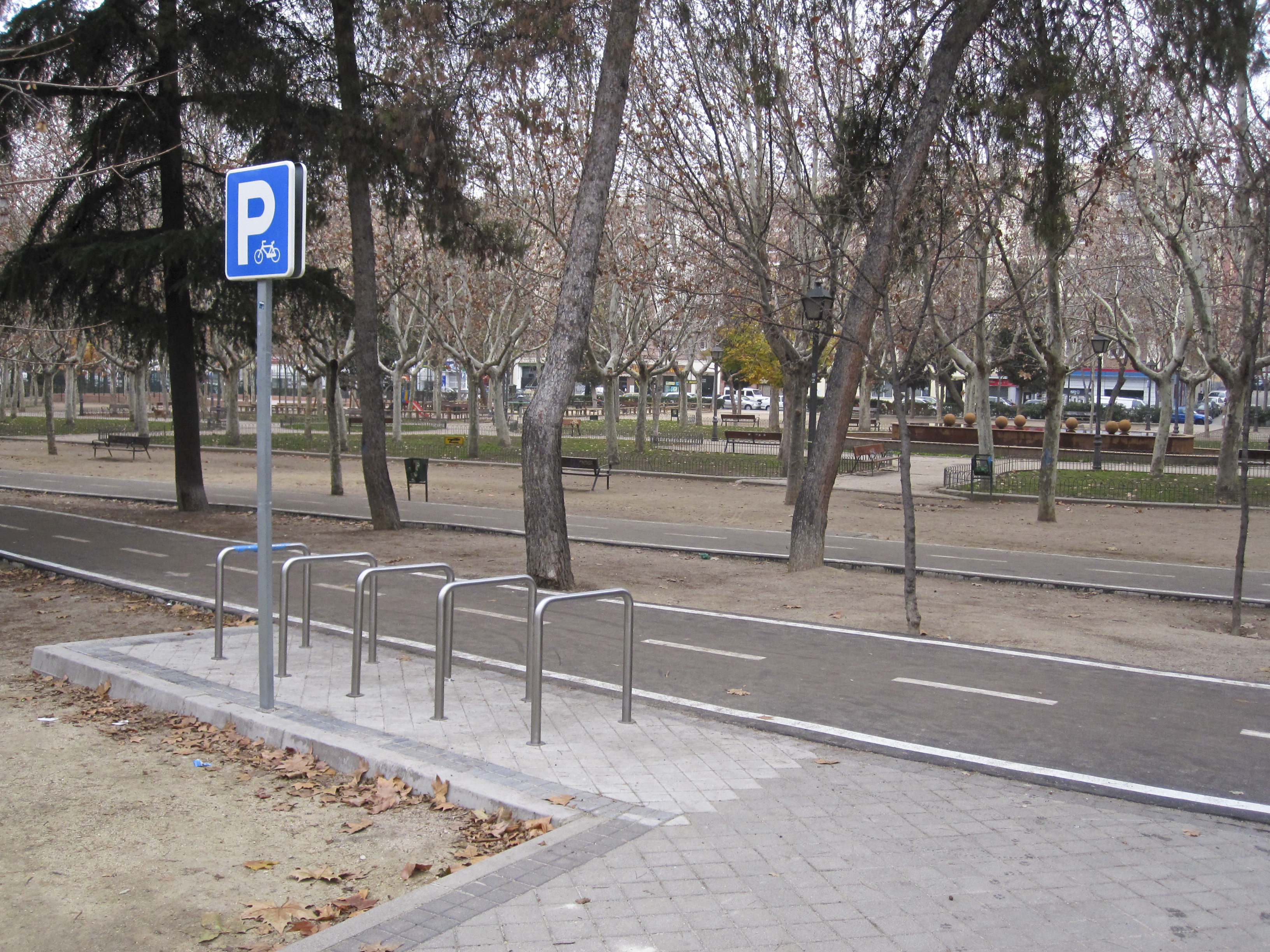
Parken El Calero med rundbana för cykel.

- Kyrkan Nuestra Señora de la Concepción, Calle los Misterios 2, i kanten av Calle de Arturo Soria.
- Kyrkan Nuestra Señora del Rosario de Fátima, Calle de Alcalá 292
- Vid plaza de Quintana ligger el Bar Docamar (sedan 1963), känd för sina patatas bravas
- Parken El Calero, bildar gräns mellan Quintana och Concepción